# Estádio Al Salam
O Estádio Al Salam (em árabe: ستاد السلام) também conhecido como Al Ahly WE Al Salam Stadium (em árabe: ستاد الأهلي وي السلام) por razões de direitos de nome, é um estádio multiuso inaugurado em 2009 com capacidade máxima para receber até 30 000 espectadores.
Desde 2019, é oficialmente a casa onde o Al-Ahly, maior clube do país e um dos maiores do continente africano, manda seus jogos oficiais por competições nacionais e continentais. O estádio foi construído em 2009 e sediou o Grupo B durante a Copa do Mundo Sub-20 de 2009, e também sediou partidas na Copa Africana de Nações de 2019.

## Aquisição pelo Al Ahly
Em 4 de dezembro de 2019, o Al-Ahly anunciou que adquiriu o estádio do Ministério egípcio de Produção Militar por 25 anos até 2045 como parte da "visão 2045" do clube, com opção de devolver o estádio se o novo estádio proposto do Al Ahly for construído. Como resultado, foi relatado que o nome oficial do estádio foi oficialmente alterado do Estádio Al Salam para Estádio Al Ahly WE Al Salam em 12 de agosto de 2020. No entanto, o presidente do El-Harby, Ashraf Amer, anunciou apenas um dia depois que o nome do estádio não mudará do Estádio Al Salam de acordo com o acordo alcançado entre Al Ahly, o Ministério egípcio de Produção Militar, e o Estadat.
Apesar de adquirir o estádio, o Al-Ahly confirmou que o El-Harby, um clube de propriedade do Ministério egípcio da Produção Militar que costumava jogar suas partidas em casa lá, poderia jogar no estádio normalmente até o final da temporada 2019–20 para evitar quaisquer possíveis problemas ou conflitos no calendário da liga, com a opção de prorrogá-lo por mais temporadas. O Al-Ahly também confirmou que todas as equipes nacionais poderiam jogar no local.

## Copa Africana de Nações de 2019
O estádio foi uma das sedes oficiais do Campeonato Africano das Nações de 2019, realizado no Egito, tendo sido palco dos seguintes confrontos da competição:
| Data                | Horário (CEST) | 1ª equipe       | Placar         | 2ª equipe       | Rodada                 | Público |
| ------------------- | -------------- | --------------- | -------------- | --------------- | ---------------------- | ------- |
| 23 de junho de 2019 | 16:30          | Marrocos        | 1–0            | Namíbia         | Grupo D                | 6 857   |
| 24 de junho de 2019 | 16:30          | Costa do Marfim | 1–0            | África do Sul   | Grupo D                | 4 961   |
| 28 de junho de 2019 | 19:00          | Marrocos        | 1–0            | Costa do Marfim | Grupo D                | 27 500  |
| 28 de junho de 2019 | 22:00          | África do Sul   | 1–0            | Namíbia         | Grupo D                | 16 090  |
| 30 de junho de 2019 | 18:00          | Burundi         | 0–2            | Guiné           | Grupo B                | 5 753   |
| 1º de julho de 2019 | 18:00          | África do Sul   | 0–1            | Marrocos        | Grupo D                | 12 098  |
| 1º de julho de 2019 | 21:00          | Tanzânia        | 0–3            | Argélia         | Grupo C                | 8 921   |
| 5 de julho de 2019  | 18:00          | Marrocos        | 1–1 (1–4 d.p.) | Benim           | Oitavas-de-final       | 7 500   |
| 11 de julho de 2019 | 21:00          | Madagascar      | 0–3            | Tunísia         | Quartas-de-final       | 7 568   |
| 17 de julho de 2019 | 21:00          | Tunísia         | 0–1            | Nigéria         | Disputa pelo 3.º lugar | 6 340   |